# Thierry Florian
Thierry Alain Florian Taulemesse, conocido como Florian, es un futbolista francés. Nacido en Bagnols-sur-Cèze el 31 de enero de 1986. Juega en las filas del Orihuela CF de la Segunda Federación.

## Biografía
Después de estar varios años jugando en equipos del Championnat National y la CFA (3ª y 4ª división respectivamente) francesa, llegaría al Terrassa FC, para terminar abandonando el equipo a mitad de campaña, y fichar por el Moratalla CF, equipo con el que descendería a Tercera división (suerte que también correría el equipo egarense que se hizo con sus servicios a principio de temporada).
En la temporada 2010-2011 se convertiría en uno de los puntales del Orihuela CF llegando a anotar la cantidad de 12 goles en el grupo III de la Segunda División B. Además, con el conjunto oriolano logra disputar la promoción de ascenso a la Segunda División, no consiguiendo el salto de categoría tras perder en la primera eliminatoria frente al CD Guadalajara
En junio de 2011 se confirmaría su fichaje por el recién ascendido a Segunda División, CE Sabadell para la temporada 2011/2012. En el conjunto arlequinado consigue la permanencia en la división de plata y a nivel personal disputa la práctica totalidad de la temporada como titular, un total de 39 partidos, 25 de ellos de titular. En el apartado anotador, consigue marcar 6 goles. 
El 9 de julio de 2012 se hace oficial su fichaje por el Fútbol Club Cartagena descendido de Segunda División, con el objetivo de volver a dicha categoría. El jugador francés se convierte en pieza fundamental del conjunto departamental. Con el equipo albinegro, termina la liga regular como subcampeón de grupo y disputa las eliminatorias de ascenso a Segunda División. Hasta la fecha lleva disputados un total de 39 partidos y ha anotado 19 goles.
En junio de 2013 se confirma su contratación por el K.A.S. Eupen de la Segunda División de Bélgica. Allí consigue ascender a la Jupiler Pro League tras 3 playoffs de ascenso consecutivos sin conseguirlo y acabar la temporada como máximo goleador de su equipo con 14 goles.
En enero de 2017, el ariete galo decide cambiar de aires y tras rechazar varias ofertas para volver a España, recala en las filas del AEK Larnaca, segundo clasificado de la liga de Chipre.
En julio de 2023, firma por el Fútbol Club La Unión Atlético de la Segunda Federación.
El 1 de febrero de 2024, firma por el Orihuela CF de la Segunda Federación.

## Clubes
| Club                  | País    | Temporada | Partidos | Goles |    |   |
| --------------------- | ------- | --------- | -------- | ----- | -- | - |
| GFCO Ajaccio          | Francia | 2005-2006 | 20       | 0     | 1  | 0 |
| FC Mulhouse           | Francia | 2006-2007 |          |       |    |   |
| FC Mulhouse           | Francia | 2007-2008 |          |       |    |   |
| FC Gueugnon           | Francia | 2008-2009 | 16       | 5     | 1  | 0 |
| Terrassa FC           | España  | 2009      | 17       | 5     | 3  | 0 |
| Moratalla CF          | España  | 2010      | 16       | 4     | 5  | 0 |
| Orihuela CF           | España  | 2010-2011 | 35       | 12    | 9  | 1 |
| CE Sabadell           | España  | 2011-2012 | 39       | 6     | 4  | 1 |
| Fútbol Club Cartagena | España  | 2012-2013 | 39       | 19    | 8  | 0 |
| K.A.S. Eupen          | Bélgica | 2013-2017 | 122      | 47    | 10 | 0 |
| AEK Larnaca           | Chipre  | 2017-2023 |          |       |    |   |
| La Unión Atlético     | España  | 2023-2024 |          |       |    |   |
| Orihuela CF           | España  | 2024-     |          |       |    |   |